# Сарапики (кантон)
Сарапики́ (исп. Sarapiquí) — кантон в провинции Эредия Коста-Рики.

## География
Занимает всю северную и центральную части провинции. Граничит на западе с провинцией Алахуэла, на востоке с провинцией Лимон, на севере с Никарагуа. Административный центр — Пуэрто-Вьехо.

## Округа
Кантон разделён на 5 округов:
1. Пуэрто-Вьехо
2. Ла-Вирхен
3. Лас-Оркетас
4. Льянурас-дель-Гаспар
5. Куренья